# Armando Trovajoli
Armando Trovajoli   (Roma, 2 de setembre de 1917 - Roma, 28 de febrer de 2013) va ser un compositor i pianista de cinema italià amb més de 300 crèdits com a compositor i / o director d'orquestra, moltes d'elles partitures de jazz per a pel·lícules d'explotació del gènere "Commedia all'italiana". Va col·laborar amb Vittorio De Sica en diversos projectes, inclòs un segment de Boccaccio 70. Trovajoli també va ser l'autor de diversos musicals italians: entre ells, Rugantino i Add un posto a tavola.
Trovajoli era el marit de l'actriu Pier Angeli. Va morir a Roma a l'edat de 95 anys el 28 de febrer de 2013.

## Ràdio
Després de graduar-se a "l'Accademia Nazionale di Santa Cecilia" de Roma (1948), Trovajoli va ser confiat per la RAI amb la direcció d'una orquestra de música popular, amb 12 violins, 4 violes, 4 violoncel, 1 flauta, 1 oboè, 1 clarinet, 1 trompa, arpa, vibràfon, guitarra elèctrica, baix, bateria i el piano (interpretat pel mateix Trovajoli). El 1952–53 va col·laborar amb Piero Piccioni a Eclipse, una emissió musical setmanal en què l'orquestra és dirigida alternativament pels dos compositors, en un estil extremadament refinat i sofisticat, molt diferent de la música de les orquestres de ràdio en aquell moment.

## Partitures de pel·lícules
Juntament amb Goffredo Petrassi, Trovajoli va compondre la partitura de Bitter Rice (1949) de Giuseppe De Santis. El 1951, Trovajoli va ser convidat per Dino De Laurentiis a escriure música per a Anna, una pel·lícula dirigida per Alberto Lattuada: en particular, la cançó El Negro Zumbón es va convertir en un èxit internacional: inspirada en ritmes tropicals, es canta en reproducció i la balla Silvana Mangano, però realment realitzada per Flo Sandon's. Des de llavors, Trovajoli va escriure bandes sonores per a directors com Dino Risi, Vittorio De Sica, Ettore Scola i altres, per un total de més de 300 partitures.